# Katanga

Provinsen Katangas läge i Kongo-Kinshasa

Det självständiga Katangas flagga 1960–1963

Katanga (mellan 1972 och 1997 Shaba) var en region i Kongo-Kinshasa, som mellan 1966 och 2006 också utgjorde en egen provins. Provinsens huvudstad var Lubumbashi (tidigare Elisabethville).
Katanga var även en kortlivad självständig stat i Centralafrika, vilken dock aldrig erkändes av någon annan stat.
Regionen ligger i det så kallade Kopparbältet och är rik på mineraler, bland annat koppar. Ytan är 496 871 km², 16 gånger större än den forna kolonialmakten Belgien.

## Historia
Katanga var mellan 1500-talet och slutet av 1800-talet platsen för Lundariket och Lubariket. Här låg också, i mitten av 1800-talet, det kortlivade men mäktiga kungadömet Yeke.

### Union Minière du Haut Katanga
Den 28 oktober 1906 bildades företaget Union Minière du Haut Katanga, och fick av Fristaten Kongo ansvaret för att exploatera mineraltillgångarna i Katanga. Katanga fick status som provins 1914, men i praktiken styrdes provinsen av företaget.

#### Styrelseordförande
- Paul Gillet, 1955–1963
- Edgar Van Der Straeten, 1963–1965
- Louis Wallef, 1966

#### Platschefer
- Gérard Assoignon, 1958–1966

### Katangaupproret

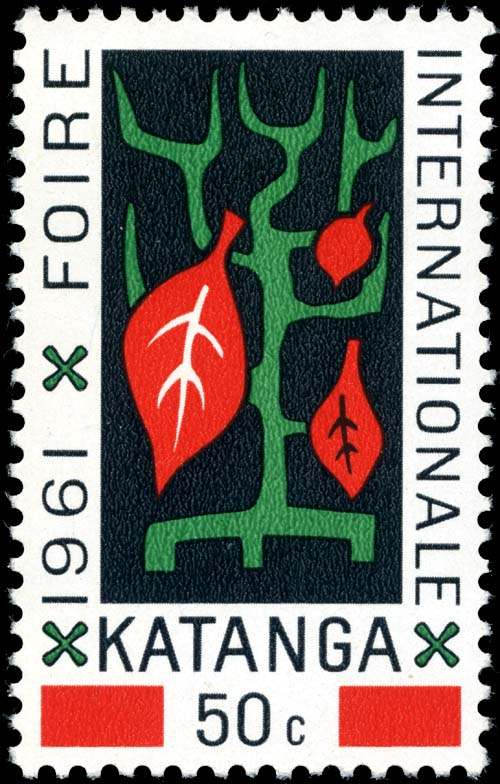
Frimärke från utbrytarstaten Katanga 1961

När den belgiska kolonin Belgiska Kongo blev självständig den 30 juni 1960 med namnet Republiken Kongo (sedermera Zaire, idag Kongo-Kinshasa), förklarade sig provinsen Katanga självständig som Staten Katanga under ledning av Moïse Tshombe, och med Belgiens stöd, vilket blev inledningen till Kongokrisen. På begäran av centralregeringen sändes FN-trupper till Kongo för att hjälpa till att införliva den nya staten med Kongo, och efter ett tidvis mycket blodigt krig kunde FN-trupperna besegra Katangas styrkor.

### Katanga åter som provins
Katanga återfick status som provins 1966. Provinsen skulle enligt 2006 års konstitution delas i fyra: Tanganyika, Haut-Lomami, Lualaba och Haut-Katanga. Uppdelningen genomfördes 2015 varpå provinsen Katanga formellt upphörde att existera.

### Fotnoter
1. ↑  ”World Statesmen”. http://www.worldstatesmen.org/Congo-K_Provinces_1960-1966.html#Katanga. Läst 8 augusti 2011.
2. 1 2  Bruneau, Jean-Claude (2009). ”Les nouvelles provinces de la République Démocratique du Congo : construction territoriale et ethnicités” (på franska). L'Espace politique (Reims: Open Edition Journals) 7 (1). doi:10.4000/espacepolitique.1296. ISSN 1958-5500. https://journals.openedition.org/espacepolitique/1296. Läst 10 mars 2021.
3. ↑  ”Le Katanga officiellement démembré en quatre nouvelles provinces” (på franska). Radio Okapi. 16 juli 2015. https://www.radiookapi.net/actualite/2015/07/16/le-katanga-officiellement-demembre-en-quatre-nouvelles-provinces. Läst 28 mars 2022.